# Du Bist Mein Sofa
Sofa è un brano musicale del musicista italo-americano Frank Zappa.
Nel 1975, Sofa No.2 venne pubblicata su singolo (B-side Stink-Foot) in Germania con il titolo modificato in Du Bist Mein Sofa ("tu sei il mio divano").
Nel 1993, anno della morte di Zappa, Steve Vai reinterpretò Sofa per l'album tributo Zappa's Universe. La cover vinse un Grammy Award for Best Rock Instrumental Performance nel 1994. Questo fu il primo dei tre Grammy vinti da Vai.

## Il brano

### Sofa, Sofa No.1, Sofa No.2, Divan
Originariamente Sofa veniva eseguita solo in concerto come parte di una composizione più lunga circa all'epoca della collaborazione di Zappa con Flo & Eddie, mentre sul palco Mark Volman fingeva di essere un divano. Nel 1975 Sofa fece la sua prima apparizione ufficiale su un disco di Frank Zappa venendo inclusa in One Size Fits All in due versioni, un breve strumentale e una versione vocale intitolate rispettivamente Sofa No.1 e Sofa No.2. Sulla copertina dell'album in questione appare un grosso divano proprio al centro dell'immagine, e le iniziali del titolo del disco, "OSFA" possono essere intese anche come un anagramma di "SOFA". La stessa traccia in versione solo strumentale e reintitolata semplicemente Sofa apparve nel 1976 sull'album dal vivo Zappa in New York. Al contrario, nell'album You Can't Do That on Stage Anymore, Vol. 1, Sofa #1 contiene la traccia vocale mentre Sofa #2 è solo strumentale. Sia su One Size Fits All che You Can't Do That On Stage Anymore, Vol. 1, Sofa No./#1 è la terza traccia, mentre Sofa No./#2 è la traccia conclusiva. Infine, il brano viene anche definito con il titolo Divan sull'album Playground Psychotics. Sofa è una della composizioni più ricorrenti nella discografia di Zappa.

### Testo e significato
La versione vocale di Sofa contiene un testo sia in tedesco che in inglese. Secondo la critica ciò rifletterebbe la particolare fascinazione dell'autore per le abitudini dei tedeschi incontrati in tour all'epoca da Zappa.

### Ya Hozna
La traccia Ya Hozna, presente nell'album del 1984 Them or Us, è in sostanza Sofa No.2 suonata al contrario. La traccia contiene inoltre parti di Lonely Little Girl da We're Only in It for the Money e di Valley Girl  da Ship Arriving Too Late to Save a Drowning Witch, sempre suonate al rovescio a formare un sinistro effetto di sottofondo simile a una sorta di canto gregoriano distorto.

## Tracce singolo
7" Germania - DIS 19205 (N)
1. Du Bist Mein Sofa - 2:38
2. Stink-Foot - 4:25[8]